# Туріянська Оксана Іванівна
Окса́на Іва́нівна Турія́нська (нар. 2 лютого 1966, Запоріжжя) — акторка, заслужена артистка України (2001), народна артистка України (2012).

## Кар'єра
1988 року закінчила акторський факультет Харківського інституту мистецтв. З того року — акторка Запорізького обласного українського музично-драматичного театру.

## Нагороди
- Лауреат першої премії «Надії Сечіславни» (1996)
- Дипломант конкурсу читців фестивалю «Лесина осінь» (1997)
- Лауреат IV міжнародного фестивалю «Добрий театр» (1998)
- Заслужена артистка України (2001)
- Народна артистка України (2012)